# Flores Magón, Veracruz
Flores Magón är en ort i Mexiko.   Den ligger i kommunen Benito Juárez och delstaten Veracruz, i den sydöstra delen av landet, 190 km nordost om huvudstaden Mexico City. Flores Magón ligger 252 meter över havet och antalet invånare är 138.
Terrängen runt Flores Magón är huvudsakligen kuperad. Flores Magón ligger nere i en dal. Runt Flores Magón är det ganska tätbefolkat, med 56 invånare per kvadratkilometer. Närmaste större samhälle är Benito Juárez, 2,5 km öster om Flores Magón. Trakten runt Flores Magón består till största delen av jordbruksmark.